# Zyberk (herb szlachecki)

Herb Zyberk

Herb Plater-Zyberk

Zyberk (forma przejściowa: Zyberg) – spolszczona forma niemieckiego nazwiska rodowego Syberg (inne formy: Sieberg, Siberg) – ród szlachty inflanckiej wywodzący się z rycerstwa zakonu kawalerów mieczowych. Inflancka linia rodu po mieczu wygasła w roku 1806 z chwilą śmierci wojewody brzeskiego i uczestnika Sejmu Czteroletniego Jana Tadeusza Syberga zu Wischling.
Jednakże ożeniony z córką Jana Tadeusza, Izabelą, hrabia Michał Plater z Broelu otrzymał w 1803 r. pozwolenie od cara Aleksandra I na dołączenie nazwiska Syberg do swojego oraz udostojnienie swojego herbu herbem żony. Dzięki temu nazwisko Syberg przetrwało (głównie w spolszczonej formie) w linii rodowej Plater-Zyberk. Plater-Zyberkowie byli posiadaczami kilku majątków na dzisiejszej Łotwie, m.in. w Liksnie i Wabolu koło Dyneburga.
Przedstawicielem rodu Plater-Zyberków jest Cecylia Plater-Zyberk, Zygmunt Plater-Zyberk i Marek Plater-Zyberk. Natomiast najbardziej znaną żyjącą potomkinią po kądzieli jest Róża Thun, córka Marii Karoliny z Plater-Zyberków.
Aktualnym szefem rodu jest hr. Plater-Zyberk (ur. 1949) zamieszkujący w Belgii.

## Opis herbu Plater-Syberg
W tarczy złotej herb Plater ze złotą bordiurą trzy czarne pasy, na nich pas czerwony, prawo skośny, w tarczy sercowej czarnej (herb Syberg), ze złotą bordiurą, koło złote o sześciu szprychach. Nad tarczą korona hrabiowska, nad nią hełm ukoronowany.